# 1850-е

## Догађаји и трендови
- 1850 — завршило се Мало ледено доба.
- 1850 — започео је Тајпиншки устанак.
- 1851 — започела је Викторијска златна грозница у Аустралији.
- 1852 — Наполеон III Бонапарта се прогласио царем, чиме је успостављено Друго француско царство.
- 1854 — Јапан прекида политику изолационизма и отвара се свијету.
- 1854 — започео је Кримски рат између Француске, Уједињеног Краљевства, Османског царства и Русије.
- 1856 — у Румунији је отворена прва рафинерија нафте у свијету.
- 1856 — завршио се Кримски рат.
- 1859 — ујединиле су се Молдавија и Влашка, чиме је настала Румунија.
- 1859 — водио се кратак Аустријско-сардинијски рат између Француске и Пијемот–Сардиније и Аустријског царства.

## Наука
- 1855 — открићем Бесемеровог процеса омогућена је масовна производња челика.
- 1859 — Чарлс Дарвин је објавио своје капитално дјело О поријеклу врста.
- 1859 — Ричард Кристофер Карингтон (енгл. Richard Christopher Carrington) је открио соларне бакље.

## Култура
- 1851 — Херман Мелвил је објавио роман Моби Дик.
- 1857 — Гистав Флобер је објавио Госпођу Бовари.